# Перица Здравковић
Перица Здравковић (Доње Стопање код Лесковца, 1955) српски је хармоникаш, клавијатуриста, композитор, аранжер, продуцент и пратећи вокал родом из Доњег Стопања код Лесковца.
Године 1980. започео је сарадњу са Јужним ветром. Од 1982. године постаје стални члан екипе и у њој остао све до 1991. године. С почетка је био искључиво хармоникаш, а касније аранжер и пратећи вокал. 1983. године је почео да свира и клавијатуре. Имао је препознатљив стил свирања на хармоници и клавијатурама. Сматра се да је један од најбољих клавијатуриста икада. Његова свирка клавијатурама је била препознатљива по звуку Casiа CZ-230S.

## Биографија
Перица Здравковић, близак рођак Миодрага М. Илића, рођен је 1955. године у селу Доње Стопање, у околини Лесковца. Још у раној младости осетио је јаку жељу за музиком и врло брзо је савладао свој матични инструмент — хармонику, започео је да свира стилом који није красио остале хармонике у то време, а касније је своју технику градио уз помоћ комшије који је био заљубљен у Лепу Лукић. Као и многи музичари калио се у кафанама и ресторанима широм бивше Југославије. На том путу упознао је и певачицу Милицу коју је и оженио, а по доласку у Јужни ветар је укључена у екипу певача где је снимила три албума пре што се оформила чувена певачка петорка.
С почетком Перица је у Јужном ветру био на „прескоку“, први пут је засвирао 1980. године у синглу Томе Здравковића и на још пар синглова где је био друга хармоника, пратећи примарног Драгана Стојковића Босанца, међутим, након што Босанац одлази и његово место дефинитивно заузима Перица и од 1982. године постаје стални члан групе и њен константно остаје до 1991. године. С почетком је био искључиво хармоникаш, а касније аранжер и пратећи вокал. 1983. године почео је да свира и клавијатуру, који су до тад свирали махом Слободан Бода Николић, Борислав Мартић, а накратко и прослављени рокер — Лаза Ристовски (групе Смак, Бијело дугме...).
Упамћен је као музичар који је имао себи својствен музички стил, који су хвалили чак и највећи критичари Јужног ветра (Душан М. Јовановић, Константин Бабић...), нарочито слушајући музику на хармонику. Након распада Јужног ветра (1991. године) започиње да компонује и заједно са Савом Бојићем, оснива групу Жар која је одлично звучала, па су у старту одрадили пар веома добрих албума међу којим је албум, такође одбегле, Драгане Мирковић Добра девојка, као и албум Весне Змијанац Ако ме умириш сад и Мало по мало, Наташе Ђорђевић Хоће да ме удају, Радише Урошевића Милена, Лепе Брене Ја немам други дом, Живкице Милетић Певај и кад ти се плаче и Маринка Роквића Ти за љубав ниси рођена.
На инсистирање Милета Китића, који је накнадно напустио Јужни ветар, обновио је сарадњу, и накратко, са Савом Бојићем, радећи на два Китићева албума - Остај овде и Привиђење, а на трен је настављена и на албуму Маринка Роквића Сунце и зора. У то време Миле организује солистичке концерте, а остаје забележен живи наступ Перице и Саве на београдском концерту у Хали спортова, као и Савин на концерту у Новом Саду. Након Јужног ветра је сарадник са скоро свим највећим звездама, а они ће имати доста комерцијалних албума, а што се тиче музичара у прво време му је најближи сарадник био, такође бивши члан Јужног ветра Јосип Бочек и водећи студијски гитаристи тог времена Ивица Максимовић Папричица, Тонко Живановић и Радован Симјановски.
Године 2007. остварује сарадњу са старом познаницом у Јужном ветру Шемсом Суљаковић, а 2008. остварен је поновни рад са Драганом Мирковић, из које је произашла песма симболичног назива Јачи него икад, где је окупила комплетну некадашњу певачку, златну петорку Јужног ветра, али та симболика је била окрњена, јер је све остварено без Миодрага М. Илића и Саве Бојића, и у сенци сукоба на релацији Миодраг М. Илић са другим члановима. Порука песме није имала ту тежину као некад песма сличне тематике као што је Нек пукну душмани. Данас ради мање, углавном са старим певачким сарадницима Радетом Лацковићем, Нихадом Алибеговићем, Лепом Бреном и Весном Змијанац.